# 缝合线

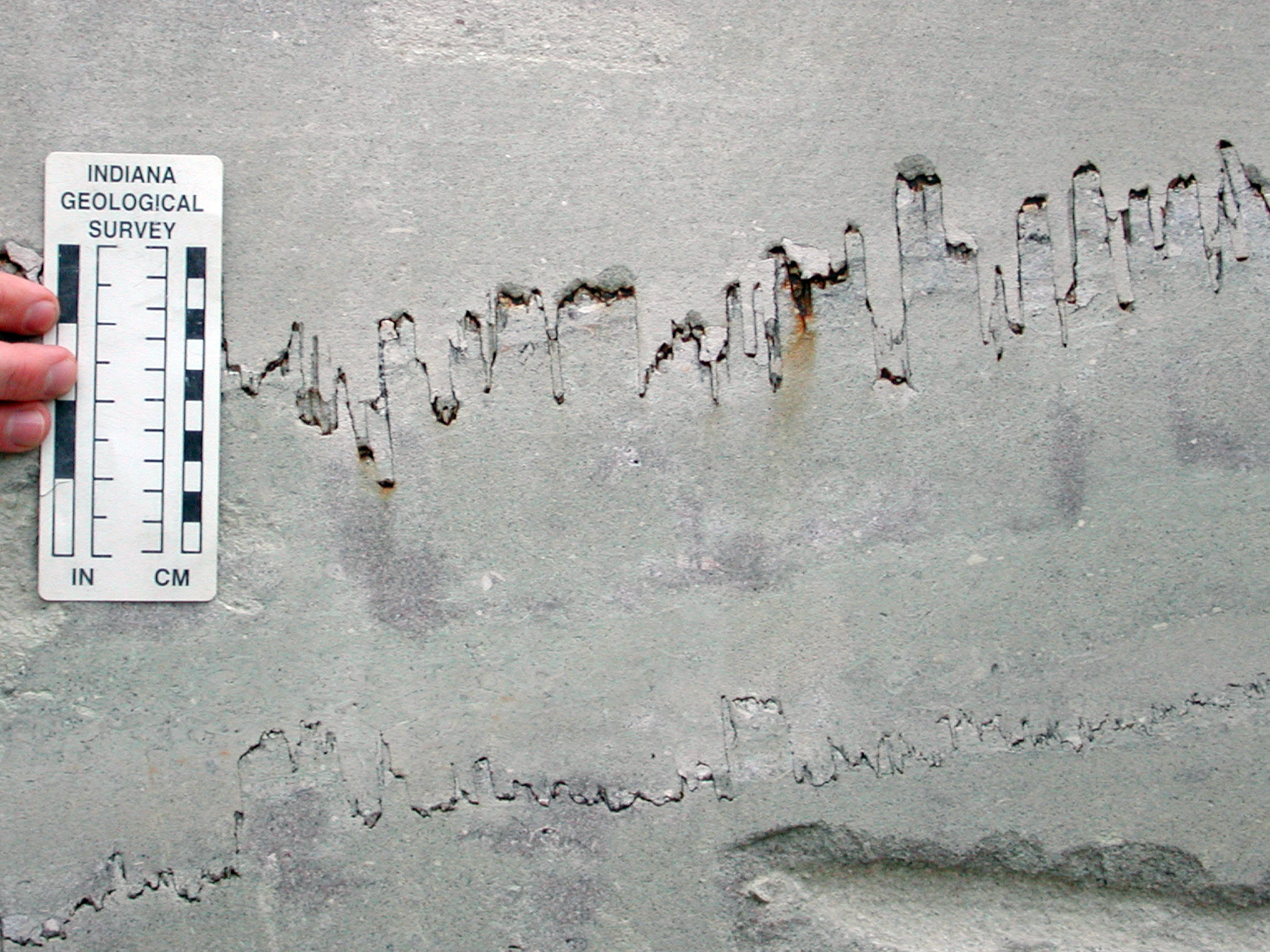
石灰岩中的小規模缝合线

缝合线（英語：Stylolite）是压溶作用在岩體中所造成的鋸齒狀紋理。压溶是將岩石中的一些礦物（通常是方解石或石英）在高压应力区中被溶解，經过流体迁移，在低压应力区沉淀 。在這個變形過程中，岩石的總體積會減少。 其中若有不溶於水的礦物質，如粘土、黃鐵礦和氧化物，以及不溶性有機物，會呈現在缝合线上。 若岩石不含不溶性礦物，缝合线则不明顯。 均質岩石中最常見缝合线，例如碳酸鹽、燧石、砂岩中。偶爾在某些火成岩和冰中可找到。 它們的長度從兩個顆粒大小到20米長，在冰中最大振幅可達10米高。 由於缝合线多由覆載壓力形成，故通常與層理面平行，但由於也受構造壓力而形成，所以它們可以和層理面傾斜甚至垂直。 

## 形成
縫合線不是結構性斷裂。 最主要的證據是當化石被縫合線橫過時，化石一半已經被溶解掉，只有一半仍然保存。 Rye & Bradbury (1988) 在研究縫合線兩側石灰岩中的碳12、碳13和氧16、氧18穩定同位素系統，發現有差異，證實了不同程度的流體-岩石的相互作用。
縫合線的成長，需要溶液來溶解固體，並通過孔隙網絡的運移，來擴散遷移被溶解的固體。因此孔隙率影響会縫合線的發育，所以在高孔隙度區域，縫合線大多數平行層理 ，而橫向縫合線則沿著裂縫形成。

## 重要性
缝合线在多个領域都很重要。 在岩石學中，縫合線會改變岩石結構，並能把溶解的固體，帶往它処沉澱成為固結劑。 在地層學中，風化后的縫合線在許多地層面中產生視層理，指示出侵蝕作用和地層變薄。在水文學中，縫合線能阻止流體流動。在構造研究中，縫合線柱狀方向是壓應力的指向。